# 앵거스 클라우드
앵거스 클라우드(Angus Cloud, 본명: 코너 앵거스 클라우드 히키, Conor Angus Cloud Hickey, 1998년 7월 10일 ~ 2023년 7월 31일)는 미국의 배우이다. HBO 드라마 시리즈 유포리아 (드라마)(2019~2022)에서 페즈코 역으로 가장 잘 알려졌고, 영화 노스 할리우드(2021), 더 라인(2023), 애비게일 (2024년 영화)(2024)에서 주요한 역할을 맡았다. 또한 노아 사이러스, 주스 월드, 베키 G 및 카롤 G의 뮤직 비디오에도 출연했다.

## 작품

### 영화
- 애비게일 (2024년 영화)
- 가필드 더 무비

### 텔레비전
- 유포리아 (드라마)
- 더 퍼펙트 우먼 (카메오 출연)

### 뮤직 비디오
- All Three - 노아 사이러스
- Cigarettes - 주스 월드
- Mamii - 베키 G 및 카롤 G